# Национальный парк Коловеси
Коловеси (фин. Koloveden kansallispuisto) — национальный парк, расположенный неподалёку от города Савонлинна. Основан в 1990 году и занимает площадь 47 км². В состав парка входят два крупных острова, Ваайасало (Vaajasalo) и Мянтусало), а также несколько небольших скалистых островов. На возвышенностях в составе растительности преобладают сосны, в низменностях — ели. Кроме этого, имеются также берёзовые леса.
В пределах национального парка Коловеси проживает очень немногочисленная популяция сайменской кольчатой нерпы, крайне нуждающейся в защите. Места её обитания закрыты для посещения. Большой интерес представляют также древние наскальные рисунки, созданные более 5 тысяч лет назад. Посетителям национального парка рекомендуется осматривать его с воды, для чего лучше использовать лодку или байдарку. Существует несколько маршрутов разной сложности.

## Обитатели и природа парка
На пустынных каменистых равнинах «Коловеси», именуемых по-местному «чертовыми полями» из-за древнего поверья, будто сам черт разбросал здесь камни, обитают барсуки, лисы, рыси. На отвесных скалах гнездятся филины и вороны, а в прозрачных водах озера Сайма обитают многочисленные виды рыб, за которыми с удовольствием охотится уникальная сайменская кольчатая нерпа и редкая для здешних мест выдра.

## Занятия
Сплавы
Бескрайние просторы озера Сайма подходят для многодневных водных походов с ночлегом в палатке.
Рыбалка
В глубоких водах озера Сайма водится множество рыб разных видов. Ловить рыбу удочкой или заниматься подледной рыбалкой здесь можно бесплатно. Для остальных видов ловли необходима лицензия.
Купание
Загорать и купаться в парке можно на песчаном пляже Кякёвеси (Käkövesi) и у причалов, расположенных рядом с местами для стоянок.
Парусный спорт и гребля
Водная гладь озера Сайма — отличное место для парусного спорта и гребли. Однако использование моторных лодок в парке запрещено.
Сбор ягод и грибов
На ягодных полянах и грибных опушках парка можно вдоволь собирать дары природы.
Туристические походы
В сайменском визит-центре «Риихисаари» (Riihisaari) в городе Савонлинна можно получить исчерпывающую информацию о национальном парке и групповых экскурсиях.

## Пешие маршруты
Две природные тропы парка «Коловеси» оборудованы местами для стоянок с кострищем, жаровнями для приготовления еды, дровницами и биотуалетами.
Природная тропа Nahkiaissalo'
Протяженность 3,3 км. Тропа, пролегающая по крутым склонам и сырым лощинам, знакомит с таинственной атмосферой нетронутых лесов, непревзойденной красотой озерных пейзажей и древней смоляной ямой. Тропа обозначена на местности оранжевыми метками.
Природная тропа Mäntysalon polku
Протяженность 3,8 км. Тропа, проходящая по рельефной местности, открывает перед путешественниками захватывающие виды на озеро и обрамляющие его разновозрастные леса. Особенно красивые пейзажи можно увидеть, если свернуть налево на развилке троп.

## Достопримечательности
Гора Уконвуори (Ukonvuori), возвышающаяся над водной гладью озера, — самая известная достопримечательность парка «Коловеси». На ней сохранились древние наскальные рисунки, самые ранние из которых были сделаны в период гребенчатой керамики, около 5000 лет до н. э. Древнюю живопись можно обнаружить и на скалистых отвесах гор Хавуккавуори (Havukkavuori) и Виерунвуори (Vierunvuori).

## Места для ночевки
Палатки
В национальном парке «Коловеси» имеется 11 оборудованных площадок с кострищем, жаровнями для приготовления еды, дровницами и биотуалетами, где можно остановиться с палаткой.
Лесные избушки
В парке можно арендовать деревянные избушки, вместимостью 4—6 человек.
Коттеджи или гостиницы
Туристические комплексы, находящиеся в непосредственной близости от национального парка, предлагают различные варианты размещения и досуга.

## Правила нахождения в национальном парке
Разведение костров
Разведение огня в парке допускается только в специально предназначенных местах, на площадках для отдыха. Здесь есть жаровни, заготовлены дрова.
Мусор
В парке не принято оставлять мусор. Горючие отходы можно сжечь в костре, пищевые отходы выбросить в биотуалет, прочий мусор — вынести к специальным контейнерам, расположенным у входа в парк.
Животные
В парке запрещено причинять вред птицам и животным. Домашних животных можно выгуливать в парке только на поводке.
Охрана природы
Нельзя повреждать растения, кусты, деревья, скалы и почвенные покровы.
Транспорт
На территории национального парка запрещено передвигаться на моторных средствах.
Другое
Национальный парк «Коловеси» закрыт для посещения в зимнее время года.